# Lydia Millet
Lydia Millet, född den 5 december 1968 i Boston, USA, är en amerikansk författare. Millet växte upp i Toronto, Kanada, där hon utbildade sig vid University of Toronto Schools. Hon har även utbildat sig vid University of North Carolina at Chapel Hill och Duke University. Millet var tidigare gift med Kieran Suckling och bor i Tucson, Arizona i USA. Hon debuterade med Omnivores: A Novel år 1996.